# چینی‌دم‌تهی
چینی‌دم‌تهی (نام علمی: Sinocoelurus) نام یک سرده از راسته خزنده‌کفلان است.